# Diskrete Gleichverteilung

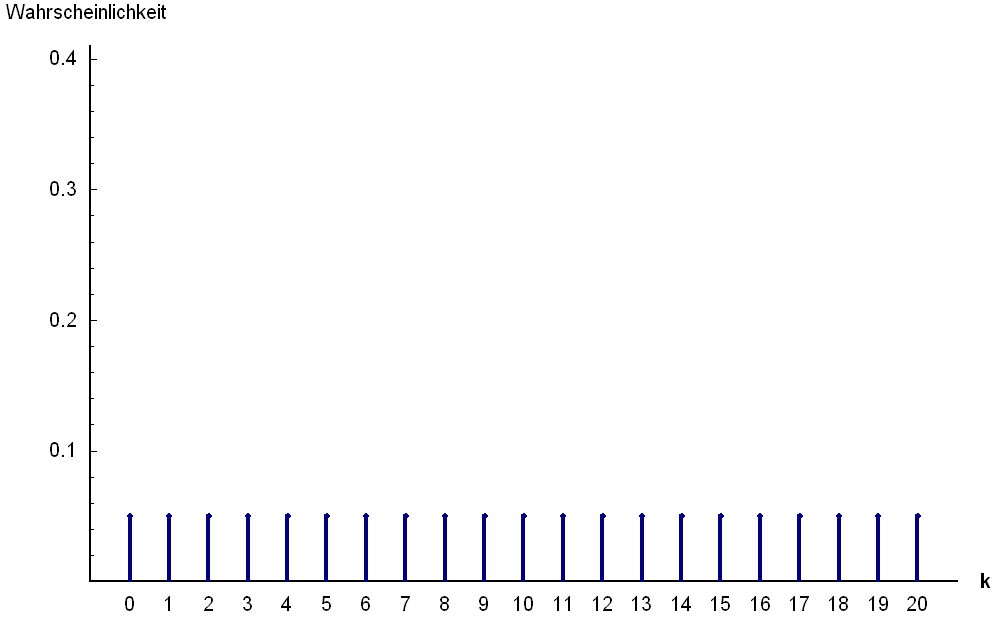
Wahrscheinlichkeitsfunktion der diskreten Gleichverteilung auf, d. h.

Die diskrete Gleichverteilung ist eine spezielle Wahrscheinlichkeitsverteilung in der Stochastik. Eine diskrete Zufallsvariable {\displaystyle X} mit endlich vielen Ausprägungen {\displaystyle x_{1},\dotsc ,x_{n}} hat eine diskrete Gleichverteilung, wenn die Wahrscheinlichkeit für jede ihrer Ausprägungen gleich ist. Es gilt dann {\displaystyle P(X=x_{i})={\tfrac {1}{n}}} für {\displaystyle i\in \{1,\dotsc ,n\}}. Die diskrete Gleichverteilung ist univariat und zählt, wie ihr Name sagt, zu den diskreten Wahrscheinlichkeitsverteilungen.
Typischerweise findet diese Wahrscheinlichkeitsverteilung Anwendung bei Zufallsexperimenten, deren Ergebnisse gleichhäufig sind. Wenn man (mit oder ohne Begründung) annimmt, dass die {\displaystyle n} Elementarereignisse gleich wahrscheinlich sind, spricht man von einem Laplace-Experiment. Gängige Beispiele für Laplace-Experimente sind das Werfen eines Laplace-Würfels (ein perfekter sechsseitiger Würfel, bei dem jede Zahl von eins bis sechs mit Wahrscheinlichkeit {\displaystyle {\tfrac {1}{6}}} fällt) oder einer Laplace-Münze (eine perfekte Münze, bei der jede der beiden Seiten mit Wahrscheinlichkeit {\displaystyle {\tfrac {1}{2}}} fällt). Siehe auch Stetige Gleichverteilung, Laplace-Formel.

## Definition
Bei der diskreten Gleichverteilung werden verschiedene Fälle unterschieden. Diese unterscheiden sich durch die Ergebnismengen und dementsprechend unterschiedlich definierte Wahrscheinlichkeitsfunktionen und Verteilungsfunktionen. In allen Fällen wird die Gleichverteilung mit {\displaystyle {\mathcal {U}}_{T}} bezeichnet, wobei {\displaystyle T} der Träger ist.

### Allgemeiner Fall
Im allgemeinsten Fall sind die auftretenden Ergebnisse beliebige {\displaystyle x_{i}} mit {\displaystyle i=1,\dotsc ,n} und {\displaystyle x_{i}<x_{j}}, wenn {\displaystyle i<j} ist. Der Träger ist also {\displaystyle T=\{x_{1},\dotsc ,x_{n}\}}.
Die Wahrscheinlichkeitsfunktion der diskreten Gleichverteilung ist dann
{\displaystyle \operatorname {P} (X=x)=f(x)={\begin{cases}{\frac {1}{n}}&{\text{für }}x=x_{i}(i=1,\dotsc ,n),\\0&{\text{sonst}}.\end{cases}}}
und damit genügt sie der Verteilungsfunktion
{\displaystyle F_{X}(t)=P(X\leq t)={\frac {|\{k:x_{k}\leq t\}|}{n}}}.
Hier sind insbesondere auch nichtnatürliche Zahlen für die {\displaystyle x_{i}} zugelassen.

### Auf beliebigen ganzen Zahlen

Wahrscheinlichkeitsfunktion für

Die zugehörige Verteilungsfunktion

Wählt man zwei {\displaystyle a<b\in \mathbb {Z} } mit {\displaystyle b-a=n-1}, so wählt man als Träger die Menge
{\displaystyle T:=\{a,a+1,a+2,\dotsc ,b-1,b\}}
und definiert die Wahrscheinlichkeitsfunktion
{\displaystyle \operatorname {P} (X=x)=f(x)={\begin{cases}{\frac {1}{n}}&{\text{für }}x\in T,\\0&{\text{sonst}}.\end{cases}}}
und die Verteilungsfunktion
{\displaystyle F_{X}(t)=P(X\leq t)={\begin{cases}0&{\text{falls }}t<a,\\{\frac {\lfloor t\rfloor -a+1}{b-a+1}}&{\text{falls }}a\leq t<b,\\1&{\text{falls }}t\geq b.\end{cases}}}

### Auf natürlichen Zahlen bisn
Als Spezialfall der beiden obigen Definitionen (setze {\displaystyle x_{i}=i} oder {\displaystyle a=1,b=n}) wählt man als Träger
{\displaystyle T=\{1,2,\dotsc ,n\}}
und erhält als Wahrscheinlichkeitsfunktion
{\displaystyle \operatorname {P} (X=x)=f(x)={\begin{cases}{\frac {1}{n}}&{\text{für }}x\in \mathbb {N} {\text{ und }}x\leq n,\\0&{\text{sonst}}.\end{cases}}}
sowie die Verteilungsfunktion
{\displaystyle F_{X}(t)=P(X\leq t)={\begin{cases}0&{\text{falls }}t<1,\\{\frac {\lfloor t\rfloor }{n}}&{\text{falls }}1\leq t<n,\\1&{\text{falls }}t\geq n.\end{cases}}}
Hierbei bezeichnet {\displaystyle \lfloor t\rfloor } die Abrundungsfunktion.

## Eigenschaften

### Erwartungswert
Der Erwartungswert ist im allgemeinen Fall
{\displaystyle \operatorname {E} (X)={\frac {1}{n}}\sum _{i=1}^{n}x_{i}}
Im zweiten Fall erhält man
{\displaystyle \operatorname {E} (X)={\frac {a+b}{2}}},
was sich im dritten Fall zu
{\displaystyle \operatorname {E} (X)={\frac {n+1}{2}}}
vereinfacht. Diese Ergebnisse erhält man mithilfe der Gaußschen Summenformel.

### Varianz
Die Darstellung der Varianz ist für den allgemeinen Fall bereits unübersichtlich, da keine Vereinfachungen möglich sind:
{\displaystyle \operatorname {Var} (X)={\frac {1}{n}}\left(\sum _{i=1}^{n}x_{i}^{2}-{\frac {1}{n}}\left(\sum _{i=1}^{n}x_{i}\right)^{2}\right)}.
Für den zweiten Fall ergibt sich
{\displaystyle \operatorname {Var} (X)={\frac {(b-a+1)^{2}-1}{12}}}.
Im dritten Fall gilt
{\displaystyle \operatorname {Var} (X)={\frac {n^{2}-1}{12}}}.

### Symmetrie
Im zweiten und dritten Fall ist die diskrete Wahrscheinlichkeitsverteilung symmetrisch um ihren Erwartungswert. Im allgemeinen Fall ist keine Aussage möglich.

### Schiefe
Für die letzten beiden Varianten ist die Schiefe gleich Null, im ersten Fall benötigt man eine symmetrische Verteilung, um auf die Schiefe Null schließen zu können.
{\displaystyle \operatorname {v} (X)=0}

### Wölbung und Exzess
Die Exzess ist im zweiten Fall
{\displaystyle \gamma =-1{,}2-0{,}2\cdot \operatorname {Var} (X)^{-1}={\frac {-6}{5}}-{\frac {12}{5(b-a+2)(b-a)}}}
und damit ist die Wölbung
{\displaystyle \beta _{2}=1{,}8-0{,}2\cdot \operatorname {Var} (X)^{-1}}
Dies vereinfacht sich im dritten Fall zum Exzess
{\displaystyle \gamma =-1{,}2-{\frac {12}{5(n^{2}-1)}}}
und zur Wölbung
{\displaystyle \beta _{2}=1{,}8-{\frac {12}{5(n^{2}-1)}}}

### Entropie
Die Entropie der diskreten Gleichverteilung ist für alle drei Varianten
{\displaystyle \mathrm {H} (X)=\log _{2}(n)}
gemessen in Bit. Unter allen diskreten Verteilungen ist die Gleichverteilung diejenige mit der größtmöglichen Entropie.

### Median
Im allgemeinen Fall fällt der Median der diskret gleich verteilten Zufallsvariable mit dem Median der Ausprägungen {\displaystyle x_{1},\dotsc ,x_{n}} zusammen:
{\displaystyle {\tilde {m}}={\begin{cases}x_{\frac {n+1}{2}}&n{\text{ ungerade}}\\{\frac {1}{2}}\left(x_{\frac {n}{2}}+x_{{\frac {n}{2}}+1}\right)&n{\text{ gerade.}}\end{cases}}}.
Im zweiten Fall ist dann
{\displaystyle {\tilde {m}}={\frac {a+b}{2}}}
und dementsprechend im dritten Fall
{\displaystyle {\tilde {m}}={\frac {n+1}{2}}}.

### Modus
Der Modus lässt sich zwar angeben, hat aber wenig Aussagekraft. Er entspricht genau dem Träger der Verteilung, sprich {\displaystyle (x_{i})_{i=1,\dots ,n}}, bzw. {\displaystyle \{a,\dots ,b\}} oder {\displaystyle \{1,\dots ,n\}}.

### Wahrscheinlichkeitserzeugende Funktion
Sind im zweiten Fall {\displaystyle a,b\geq 0}, so ist die wahrscheinlichkeitserzeugende Funktion gegeben durch
{\displaystyle m_{X}(t)={\frac {t^{a}-t^{b+1}}{n(1-t)}}}.
Im dritten Fall ergibt dies dann
{\displaystyle m_{X}(t):={\frac {t(1-t^{n})}{n(1-t)}}}
Beide Fälle lassen sich elementar mittels der geometrischen Reihe zeigen.

### Momenterzeugende Funktion
Die momenterzeugende Funktion ergibt sich für beliebige {\displaystyle a<b\in \mathbb {Z} } als
{\displaystyle M_{X}(t)={\frac {e^{at}-e^{(b+1)t}}{n(1-e^{t})}}} bzw.
{\displaystyle M_{X}(t)={\frac {e^{t}-e^{(n+1)t}}{n(1-e^{t})}}}.

### Charakteristische Funktion
Die charakteristische Funktion ergibt sich für beliebige {\displaystyle a<b\in \mathbb {Z} } als
{\displaystyle \varphi _{X}(t)={\frac {e^{iat}-e^{i(b+1)t}}{n(1-e^{it})}}} bzw.
{\displaystyle \varphi _{X}(t)={\frac {e^{it}-e^{i(n+1)t}}{n(1-e^{it})}}}.

## Schätzer
Das Problem, bei einer auf {\displaystyle \{1,\dotsc ,N\}} gleich verteilten Zufallsvariable den Parameter {\displaystyle N} zu schätzen, wird auch das Taxiproblem genannt. Diese Bezeichnung entsteht aus der Überlegung, dass man am Bahnhof steht und die Nummern der Taxis beobachten kann. Geht man davon aus, dass alle Nummern gleich verteilt sind, entsprechen die Taxis dem Ziehen einer Stichprobe und der Parameter {\displaystyle N} der Gesamtzahl der Taxis in der Stadt.
Ist {\displaystyle x=(x_{1},\dotsc ,x_{n})} eine diskret gleich verteilte Stichprobe aus {\displaystyle \{1,\dotsc ,N\}}, so ist der Maximum-Likelihood-Schätzer für den Parameter {\displaystyle N} gegeben durch
{\displaystyle T_{M}(x)=\max _{i=1,\dotsc ,n}x_{i}}.
Er ist insbesondere nicht erwartungstreu, da er den wirklichen Wert tendenziell unterschätzt und nie überschätzt, sondern nur asymptotisch erwartungstreu. Die Einführung eines Korrekturterms führt zu dem Schätzer
{\displaystyle T'_{M}(x)={\frac {n+1}{n}}\left(\max _{i=1,\dotsc ,n}x_{i}\right)}.
Oder aber man schätzt den mittleren Abstand der Werte in der Stichprobe durch {\displaystyle \min _{i=1,\dots ,n}x_{i}} ab und erhält aufs Neue einen Schätzer
{\displaystyle T_{I}(x)=\left(\max _{i=1,\dotsc ,n}x_{i}\right)+\left(\min _{i=1,\dotsc ,n}x_{i}\right)-1}.
Dieser ist erwartungstreu, genauso wie
{\displaystyle T_{S}(x)=\left({\frac {2}{n}}\sum _{i=1}^{n}x_{i}\right)-1}.
Das Taxiproblem ist ein Standardbeispiel der Schätztheorie, um zu zeigen, dass sich ohne Probleme mehrere verschiedene Schätzer für dasselbe Problem finden lassen, von denen a priori nicht klar ist, welcher besser ist. Varianten des Taxiproblems waren im Zweiten Weltkrieg wichtig, um aus den Seriennummern abgeschossener Panzer Rückschlüsse auf die Anzahl der Panzer in der gegnerischen Armee zu ziehen (vgl. German tank problem). Dies entspräche dann dem Schätzen von {\displaystyle a,b}, wenn man davon ausgeht, dass die Seriennummern auf {\displaystyle \{a,a+1,\dotsc ,b-1,b\}} gleich verteilt sind.

## Beziehung zu anderen Verteilungen

### Beziehung zur Bernoulli-Verteilung
Die Bernoulli-Verteilung mit {\displaystyle p=q={\tfrac {1}{2}}} ist eine diskrete Gleichverteilung auf {\displaystyle \{0,1\}}.

### Beziehung zur Beta-Binomialverteilung
Die Beta-Binomialverteilung mit {\displaystyle a=b=1} ist eine diskrete Gleichverteilung auf {\displaystyle \{0,\dotsc ,n\}}.

### Beziehung zur Zweipunktverteilung
Die Zweipunktverteilung ist für {\displaystyle p=q={\tfrac {1}{2}}} eine diskrete Gleichverteilung auf {\displaystyle \{a,b\}}.

### Beziehung zur Rademacher-Verteilung
Die Rademacher-Verteilung ist eine diskrete Gleichverteilung auf {\displaystyle \{-1,1\}}

### Beziehung zum Urnenmodell
Die diskrete Gleichverteilung ist die Basis aller Überlegungen, die Im Urnenmodell angestellt werden, da das Ziehen jeder der Kugeln aus der Urne gleich wahrscheinlich sein soll. Je nachdem, wie die Kugeln gefärbt, nummeriert oder zurückgelegt werden (oder auch nicht), ergeben sich somit aus der diskreten Gleichverteilung eine Vielzahl anderer wichtiger Verteilungen wie z. B. die Binomialverteilung, Geometrische Verteilung, Hypergeometrische Verteilung, Negative Binomialverteilung und Multinomialverteilung.

### Stetiger Fall
Die diskrete Gleichverteilung kann leicht auf reelle Intervalle oder beliebige messbare Mengen mit positivem Volumen verallgemeinert werden. Sie wird dann stetige Gleichverteilung genannt.

## Beispiel

### Sechsseitiger Laplace-Würfel
Das Zufallsexperiment ist: Ein Würfel wird einmal geworfen. Die möglichen Ausprägungen der Zufallsvariablen {\displaystyle X} sind: {\displaystyle x_{1}=1,x_{2}=2,\dotsc ,x_{6}=6}. Nach der klassischen Wahrscheinlichkeitsauffassung ist die Wahrscheinlichkeit für jede Ausprägung gleich. Sie hat dann die Wahrscheinlichkeitsfunktion
{\displaystyle P(X=x)=f(x)={\begin{cases}{\frac {1}{6}}&{\text{für}}\;x=x_{i}(i=1,\dotsc ,6)\\0&{\text{sonst}}\end{cases}}}
mit dem Erwartungswert {\displaystyle \operatorname {E} (X)} für {\displaystyle x_{i}=i} und {\displaystyle n=6}:
{\displaystyle E(X)=7/2=3{,}5}
und der Varianz
{\displaystyle V(X)={\frac {35}{12}}\approx 2{,}92}.

### Entscheidungsproblem des Marketing
Eine Anwendung in der Praxis könnte etwa ein Problem des Operations Research (Marketing) sein. Ein Unternehmen möchte ein neues Produkt auf dem Markt einführen:
Man versucht, den Erfolg des Produkts quantitativ vorauszuschätzen. Es wird vereinfachend von 5 verschiedenen verkauften Stückzahlen ausgegangen: 0, 1.000, 5.000, 10.000 und 50.000. Da über die Wahrscheinlichkeit der einzelnen Absatzzahlen keine verlässliche Schätzung möglich ist, verwendet man der Einfachheit halber gleiche Wahrscheinlichkeiten.
Man kann nun den Entscheidungsprozess, d. h. die individuelle Kaufentscheidung objektivieren, also den erwarteten durchschnittlichen Absatz ermitteln und sich überlegen, etwa anhand von Entscheidungsbäumen, inwieweit erhöhte Werbeausgaben die Absatzzahlen erhöhen könnten.

## Abgrenzung
Die diskrete Gleichverteilung wird oft auch nach Pierre-Simon Laplace benannt (Laplace-Würfel). Sie hat jedoch nichts mit der stetigen Laplace-Verteilung zu tun.